# Ejecuciones de Kesariani
El 1 de mayo de 1944, 200 civiles griegos, mayoritariamente militantes o simpatizantes del Partido Comunista de Grecia, fueron ejecutados por las autoridades de ocupación alemanas, como represalia por la muerte de un general alemán en una acción de la resistencia griega. El lugar de ejecución fue un campo de tiro situado en Kesariani, municipio del área metropolitana de Atenas.

## Antecedentes
Grecia había estado bajo el régimen dictatorial y ferozmente anticomunista de Metaxas desde 1936. Durante esos años, muchos militantes o simpatizantes del Partido Comunista de Grecia fueron encarcelados, principalmente en las prisiones de Akronauplia y Corfú, o enviados al exilio interno en pequeñas islas. Con la invasión alemana de Grecia y el inicio de la ocupación por fuerzas del Eje, en abril de 1941, estos prisioneros quedaron bajo el control alemán. Después de la rendición italiana en septiembre de 1943, la mayoría de estos prisioneros fueron trasladados al campo de concentración de Haidari, municipio del noroeste del área metropolitana de Atenas.
El 27 de abril de 1944, los partisanos de ELAS tendieron una emboscada y mataron al general alemán Franz Krech y a otros tres oficiales en Molaoi, en Laconia. Como represalia, las autoridades de ocupación alemanas anunciaron públicamente la ejecución de 200 prisioneros comunistas, así como la ejecución de todos los hombres encontrados por las tropas alemanas fuera de sus aldeas en la carretera Sparti-Molaoi. Igualmente, las autoridades alemanas informaron que "bajo la impresión causada por este crimen, los voluntarios griegos mataron a unos 100 comunistas por su propia iniciativa".

## Las ejecuciones
El 30 de abril, la noticia de las inminentes ejecuciones se extendió por el campo de concentración de Haidari. El comandante del campo, Fischer, llamó a los capataces del taller y les preguntó cuales de los otros prisioneros podrían reemplazar a los ex-reclusos de Akronauplia, dado que ellos, junto a los reclusos de la prisión de Chalkis, serían trasladados al día siguiente a otro campamento.
Interpretando estos hechos como preparativos para su ejecución, todos los prisioneros de Akronauplia se despidieron de sus compañeros, organizándose una fiesta de despedida improvisada en el bloque 3 del campamento.
A la mañana siguiente, los internos de Chalkis fueron trasladados en camiones y el comandante Fischer seleccionó a 200 prisioneros para ser ejecutados: casi todos los ex prisioneros de Akronauplia (ca. 170), los exiliados en Anafi y unos pocos que fueron encarcelados por los alemanes.
Según testimonios de testigos presenciales, los prisioneros reaccionaron cantando el himno nacional griego, la canción de la Danza de Zalongo y la canción de los prisioneros de Akronauplia, hasta que llegaron los camiones para el traslado.
Los 200 prisioneros fueron trasladados al campo de tiro de Kaisariani, donde fueron ejecutados en grupos de veinte en veinte y los cadáveres fueron enterrados en el tercer Cementerio de Atenas. Entre los ejecutados se encontraban Napoleón Soukatzidis y Stelios Sklavainas (conocido por el acuerdo del pacto Sophoulis-Sklavainas antes de la guerra).

## Conmemoraciones

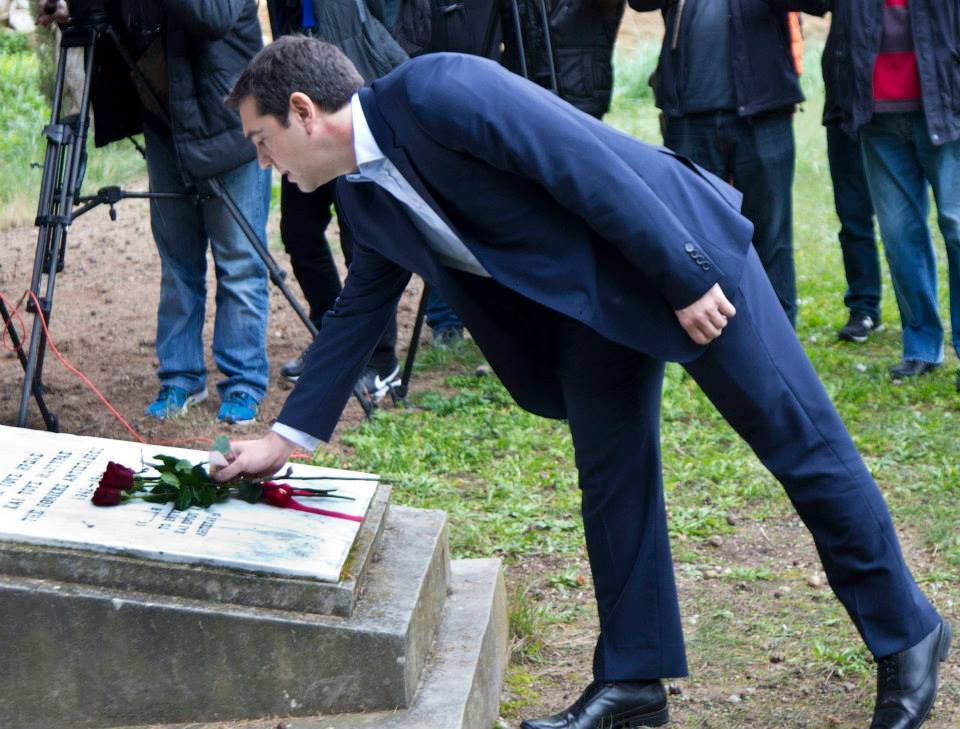
Alexis Tsipras colocando un ramo de rosas rojas en el monumento en memoria de los fusilamientos de Kesariani

Estas ejecuciones fueron un acontecimiento nunca olvidado por la resistencia griega contra las fuerzas del Eje y siguen siendo recordadas por la izquierda griega hasta el día de hoy.
Cuando el 1 de mayo de 1950 se permitió la celebración del Día Internacional de los Trabajadores por primera vez desde 1936, se eligió el campo de tiro de Kesariani para el acto. Allí, la multitud exigió una amnistía por delitos políticos y la liberación de los más de 20.000 presos políticos que aún se encontraban en la isla de Makronisos y en otros lugares después de la guerra civil griega.
En su visita a Grecia en junio de 1987, el presidente alemán Richard von Weizsäcker eligió el Monumento de Kesariani para recordar a todas las víctimas de la ocupación de la Segunda Guerra Mundial, en un gesto contemplado con escepticismo por los círculos conservadores de los gobiernos de Grecia y Alemania. Mientras estuvo allí, Weizsäcker también mencionó los nombres de algunos otros lugares en Grecia donde la Wehrmacht alemana había perpetrado masacres: Kalávrita, Dístomo, Kleisoura, Kommeno, Ligkiades y Kandanos.
El 26 de enero de 2015, el recién elegido primer ministro de Grecia, Alexis Tsipras, el primer jefe de Gobierno de izquierdas del país, visitó el campo de tiro y colocó rosas en el monumento en memoria de las ejecuciones, siendo este su primer acto como primer ministro. La medida fue interpretada como un gesto simbólico de desafío hacia Alemania y su papel en la crisis de deuda del gobierno griego.
En octubre de 2017, se estrenó la película "A Teleftaio Simeioma" ("The Last Note"), del aclamado director griego Pantelis Voulgaris. Se centra en la historia de los 200 fusilados, con el comandante alemán del campamento, el capitán Karl Fischer (André Hennicke) y el prisionero político griego Napoleon Soukatzidis (Andreas Konstantinou) como personajes principales.